# Atrichopogon serrulatus
Atrichopogon serrulatus är en tvåvingeart som beskrevs av Jean-Jacques Kieffer 1924. Atrichopogon serrulatus ingår i släktet Atrichopogon och familjen svidknott. Inga underarter finns listade i Catalogue of Life.